# Avner Friedman
Avner Friedman (em hebraico:  אבנר פרידמן; Israel, 19 de novembro de 1932) é um matemático israelense-estadunidense, sendo seu campo principal de pesquisa equações diferenciais parciais, com interesse particular em processo estocástico, modelagem matemática e teoria de controle.

## Vida
Friedman obteve um doutorado em 1956 na Universidade Hebraica de Jerusalém. Foi professor de matemática da Universidade Northwestern (1962–1985), Duncan Distinguished Professor of Mathematics da Universidade de Purdue (1985–1987) e Professor de Matemática da Universidade de Minnesota (1987–2001).
Friedman foi presidente da Society for Industrial and Applied Mathematics (1993–1994). É fellow da Academia de Artes e Ciências dos Estados Unidos (deste 1987) e membro da Academia Nacional de Ciências dos Estados Unidos (desde 1993). Em 2009 tornou-se fellow da Society for Industrial and Applied Mathematics. Em 2012 tornou-se fellow da American Mathematical Society.
Foi palestrante convidado do Congresso Internacional de Matemáticos em Vancouver (1974).

## Obras
1. Generalized Functions and Partial Differential Equations. Prentice-Hall (1963).[5]
2. Partial Differential Equations of Parabolic Type. Prentice-Hall (1964).
3. Partial Differential Equations. Holt, Rinehart, and Winston, New York (1969).
4. Foundations of Modern Analysis. Holt, Rinehart, and Winston, New York (1970).
5. Advanced Calculus. Holt, Rinehart, and Winston, New York (1971).
6. Differential Games. John Wiley, Interscience Publishers (1971).
7. Stochastic Differential Equations and Applications. Vol. 1, Academic Press (1975).[6]
8. Stochastic Differential Equations and Applications. Vol. 2, Academic Press (1976).[6]
9. Variational Principles and Free Boundary Problems, Wiley & Sons (1983).
10. Mathematics in Industrial Problems, IMA Volume 16, Springer-Verlag (1988).
11. Mathematics in Industrial Problems, Part 2, IMA Volume 24, Springer-Verlag (1989).
12. Mathematics in Industrial Problems, Part 3, IMA Volume 31, Springer-Verlag (1990).
13. Mathematics in Industrial Problems, Part 4, IMA Volume 38, Springer-Verlag (1991).
14. Mathematics in Industrial Problems, Part 5, IMA Volume 49, Springer-Verlag (1992).
15. Mathematics in Industrial Problems, Part 6, IMA Volume 57, Springer-Verlag (1993).
16. (com W. Littman) Problems in Industrial Mathematics, SIAM, Philadelphia (1994).
17. Mathematics in Industrial Problems, Part 7, IMA Volume 67, Springer-Verlag (1994).
18. Mathematics in Industrial Problems, Part 8, IMA Volume 83, Springer-Verlag (1996).
19. Mathematics in Industrial Problems, Part 9, IMA Volume 88, Springer-Verlag (1997).
20. Mathematics in Industrial Problems, Part 10, IMA Volume 100, Springer-Verlag (1998).
21. (com D. Ross) Mathematical Models in Photographic Science, Springer-Verlag (2002).
22. (com B. Aguda) Models of Cellular Regulation, Oxford, 2008.